# Faig Aghayev
Pour les articles homonymes, voir Aghayev.
Faig Aghayev, né le 29 décembre 1971 à Bakou, est un chanteur de pop azerbaïdjanais.

## Biographie
Faig Aghayev est diplômé de l'Université d'État de la culture et des arts d'Azerbaïdjan. Il est l'artiste du peuple de la république d'Azerbaïdjan depuis 2008. Aghayev a fait ses débuts au concours musical "Bakı Payızı 1988" où il a remporté la première place.
Il a été entraîneur du concours La Voix de l'Azerbaïdjan en 2015.

## Prix
- Prix d'Humay
- Qızıl Mikrofon